# Oia (Galicien)
Oia (Spanisch: Oya) ist eine galicische Gemeinde in der Provinz Pontevedra im Nordwesten Spaniens mit 3.080 Einwohnern (Stand: 2024). Sie liegt an der Atlantikküste.

## Bevölkerungsentwicklung der Gemeinde
Legende: Oya___Oia

## Gemeindegliederung
Die Gemeinde Oia ist in sechs Parroquias gegliedert:
| Parroquias | Patrozinium | Einwohner 2024 | Fläche km² | Dichte Einw./km² | Höhe msnm | Ortskennzahl |
| ---------- | ----------- | -------------- | ---------- | ---------------- | --------- | ------------ |
| Burgueira  | San Pedro   | 379            | 24,28      | 16               | 260       | 36036010000  |
| Loureza    | San Mamede  | 380            | 21,49      | 18               | 112       | 36036020000  |
| Mougás     | Santa Uxía  | 753            | 18,20      | 41               | 90        | 36036030000  |
| Oia        | Santa María | 694            | 8,53       | 81               | 28        | 36036040000  |
| Pedornes   | San Mamede  | 375            | 3,78       | 99               | 100       | 36036050000  |
| Viladesuso | San Miguel  | 523            | 7,45       | 70               | 101       | 36036060000  |

## Wirtschaft
| Ackerbau, Viehzucht und Fischerei                                                  | 0100  | 08,95  |
| Industrie                                                                          | 0200  | 017,91 |
| Bauwirtschaft                                                                      | 0117  | 010,47 |
| Dienstleistungsbetriebe                                                            | 0700  | 062,67 |
| Total                                                                              | 1.117 | 100,00 |
| * Daten aus dem Statistischen Amt für Wirtschaftliche Entwicklung in Galicien, IGE |       |        |

## Sehenswürdigkeiten
Das Kloster Oia befindet sich in der Gemeinde.